# Yann M'Vila
Yann M'Vila (Amiens, 29 juni 1990) is een Frans profvoetballer die doorgaans als verdedigende middenvelder speelt. Hij speelde meest recent voor Olympiakos Piraeus. M'Vila debuteerde in 2010 in het Frans voetbalelftal. Hij bezit ook een Congolees paspoort.

## Clubstatistieken
| Seizoen | Club             | Land               | Competitie     | Competitie | Competitie | Beker | Beker | Internationaal | Internationaal | Totaal | Totaal |
| Seizoen | Club             | Land               | Competitie     | Wed.       | Dlp.       | Wed.  | Dlp.  | Wed.           | Dlp.           | Wed.   | Dlp.   |
| ------- | ---------------- | ------------------ | -------------- | ---------- | ---------- | ----- | ----- | -------------- | -------------- | ------ | ------ |
| 2009/10 | Stade Rennes     | Vlag van Frankrijk | Ligue 1        | 35         | 0          | 4     | 0     | —              | —              | 39     | 0      |
| 2010/11 | Stade Rennes     | Vlag van Frankrijk | Ligue 1        | 37         | 2          | 4     | 1     | —              | —              | 41     | 3      |
| 2011/12 | Stade Rennes     | Vlag van Frankrijk | Ligue 1        | 38         | 0          | 5     | 0     | 7              | 1              | 50     | 1      |
| 2012/13 | Stade Rennes     | Vlag van Frankrijk | Ligue 1        | 16         | 0          | 4     | 0     | —              | —              | 20     | 0      |
| 2012/13 | Roebin Kazan     | Vlag van Rusland   | Premjer-Liga   | 5          | 0          | 0     | 0     | 0              | 0              | 5      | 0      |
| 2013/14 | Roebin Kazan     | Vlag van Rusland   | Premjer-Liga   | 19         | 0          | 0     | 0     | 13             | 0              | 32     | 0      |
| 2014/15 | → Internazionale | Vlag van Italië    | Serie A        | 8          | 0          | 0     | 0     | 6              | 0              | 15     | 0      |
| 2015/16 | → Sunderland     | Vlag van Engeland  | Premier League | 37         | 1          | 3     | 0     | —              | —              | 40     | 1      |
| 2016/17 | Roebin Kazan     | Vlag van Rusland   | Premjer-Liga   | 21         | 1          | 2     | 0     | —              | —              | 23     | 1      |
| 2017/18 | Roebin Kazan     | Vlag van Rusland   | Premjer-Liga   | 19         | 2          | 1     | 0     | —              | —              | 20     | 2      |
| 2017/18 | Saint-Étienne    | Vlag van Frankrijk | Ligue 1        | 17         | 0          | 0     | 0     | —              | —              | 17     | 0      |
| 2018/19 | Saint-Étienne    | Vlag van Frankrijk | Ligue 1        | 37         | 0          | 3     | 0     | —              | —              | 40     | 0      |
| 2019/20 | Saint-Étienne    | Vlag van Frankrijk | Ligue 1        | 7          | 0          | 0     | 0     | 1              | 0              | 8      | 0      |
| Totaal  | Totaal           | Totaal             | Totaal         | 296        | 6          | 26    | 1     | 27             | 1              | 349    | 8      |

## Interlandcarrière
M'Vila doorliep vrijwel alle nationale jeugdelftallen van Frankrijk. Hij maakte op 11 augustus 2010 zijn debuut in het Frans voetbalelftal, in een oefeninterland tegen Noorwegen (2-1 nederlaag) in Oslo. Hij werd in dat duel na 74 minuten vervangen door collega-debutant Yohan Cabaye. Bondscoach Laurent Blanc nam hem op in zijn selectie voor het EK voetbal 2012 in Polen en Oekraïne, waar Frankrijk in de kwartfinales werd uitgeschakeld door titelverdediger Spanje: 2-0.
Op dinsdag 26 juni meldden Franse media dat middenvelder Samir Nasri een tweejarige schorsing van de Franse voetbalbond boven het hoofd hing wegens wangedrag tijdens de EK-eindronde. Om dezelfde reden dreigden ook M'Vila, Hatem Ben Arfa, en Jérémy Ménez geschorst te worden.
1 Paschalakis ·
3 Ortega ·
4 Biancone ·
5 Pirola ·
8 Stamenić ·
9 El Kaabi ·
10 Martins ·
11 Velde ·
14 García ·
16 Carmo ·
17 Jaremtsjoek ·
18 Willian ·
19 Masouras  ·
20 Costinha ·
22 Chiquinho ·
23 Rodinei ·
27 Oliveira ·
30 Androutsos ·
31 Botis ·
32 Hezze ·
45 Retsos ·
65 Apostolopoulos ·
67 Koutsidis ·
74 Ntoi ·
84 Kostoulas ·
88 Tzolakis ·
96 Mouzakitis ·
97 Yazıcı ·
99 Anagnostopoulos ·
Coach: Mendilibar
· Assistent-coach: Rico
1 Lloris  ·
2 Debuchy ·
3 Evra ·
4 Rami ·
5 Mexès ·
6 Cabaye ·
7 Ribéry ·
8 Valbuena ·
9 Giroud ·
10 Benzema ·
11 Nasri ·
12 Matuidi ·
13 Réveillère ·
14 Ménez ·
15 Malouda ·
16 Mandanda ·
17 M'Vila ·
18 Diarra ·
19 Martin ·
20 Ben Arfa ·
21 Koscielny ·
22 Clichy ·
23 Carrasso ·
Coach: Blanc